# Zoltán Kész
Dans le nom hongrois Kész Zoltán, le nom de famille précède le prénom, mais cet article utilise l’ordre habituel en français Zoltán Kész, où le prénom précède le nom.
Zoltán Kész, né le 22 janvier 1974 à Veszprém, est une personnalité politique hongroise, député non-inscrit à l'Assemblée hongroise (première circonscription de Veszprém). Sa victoire aux législatives partielles de février 2015 signe la fin de la supermajorité des deux-tiers du Fidesz au Parlement.